# خديجة بسيكري
خديجة بسيكري (12 يناير 1962- ) شاعرة و كاتبة ليبية ولدت في مدينة بنغازي في ليبيا .

## حياتها ونشاطها
عاشت معظم حياتها في مدينة بنغازي حيث تجسد حبها لهذه المدينة في كتاباتها ومقالاتها التي دامت طوال فترة نشاطها. كتبت لأكثر من عقد في صحيفة الجماهرية تحت عنوان «براح» ولها العديد من الدواوين الشعرية أبرزها غجرية  و غناوي علم.
برز دور خديجة كناشطة حقوقية بعد ثورة 17 فبراير حيث أسست المنظمة الوطنية لأمزونات ليبيا، وهي منظمة أهلية غير ربحية وغير حكومية تهتم بحقوق المرأة و لها العديد من الانشطة الخيرية.